# Penzé (village)
Pour le fleuve, voir Penzé.

Penzé est un village de Bretagne à cheval sur les communes de Plouénan, Taulé et un peu Guiclan, situé légèrement au nord et en aval de celle de Saint-Thégonnec. Il est situé à la naissance de la ria du fleuve côtier Penzé.

## Toponymie
Le nom de la localité est attesté sous les formes Pensez en 1511, 1630, 1636, 1779, et Penzé en 1843.
Attesté sous la forme Pensez en breton.

## Le bourg de Penzé

### Gué et port à l'origine du bourg
Le fleuve côtier Penzé tire son nom d'un lieu-dit d'échouage, son dernier gué à pied sec en aval, qui est aussi le confluent du Goaz ar C'haor. Le lieu, où des fouilles ont mis au jour des tuiles galloromaines, est occupé depuis au moins la Pax Romana, période qui, pour la cité des Osismes, s'étend de l'an 41 jusque vers 240, peu avant que des troubles, liés à des épidémies et à la piraterie, ne provoquent la sécession de l'Empire des Gaules puis le régime des Bagaudes. C'est là que se développe à la fin du Bas Moyen Âge la bourgade de Penzé, au-dessus et autour du gué, à cheval sur les territoires de Taulé et Plouénan et à l'extrême nord de la paroisse de Guiclan. Jusqu'à la Révolution, Taulé n'est qu'une trève de Henvic.
Ce gué, aujourd'hui recouvert d'un pont, qui a donné son nom au lieu-dit Penn ar Pont, était le port d'échouage des gabarres déversant leurs cargaisons de traez, de maërl, et goémon, de légumes, de charbon anglais, embarquant du bois de chauffage, du blé... Jusqu'en 1927, quand a été inauguré six kilomètres en aval le Pont de la Corde, les charrettes à chevaux, livrant les légumes de Roscoff et de Saint Pol au marché de Morlaix, causent un intense flux quotidien et, une fois par mois, pour son marché, un embouteillage profitables au commerce à cette hauteur d'une route qui était la plus fréquentée du Finistère.
| Plouénan | Henvic          | Taulé       |
| Plouénan | Penzé           | Taulé       |
| Guiclan  | Saint-Thégonnec | Sainte-Sève |

### La seigneurie de Penzé

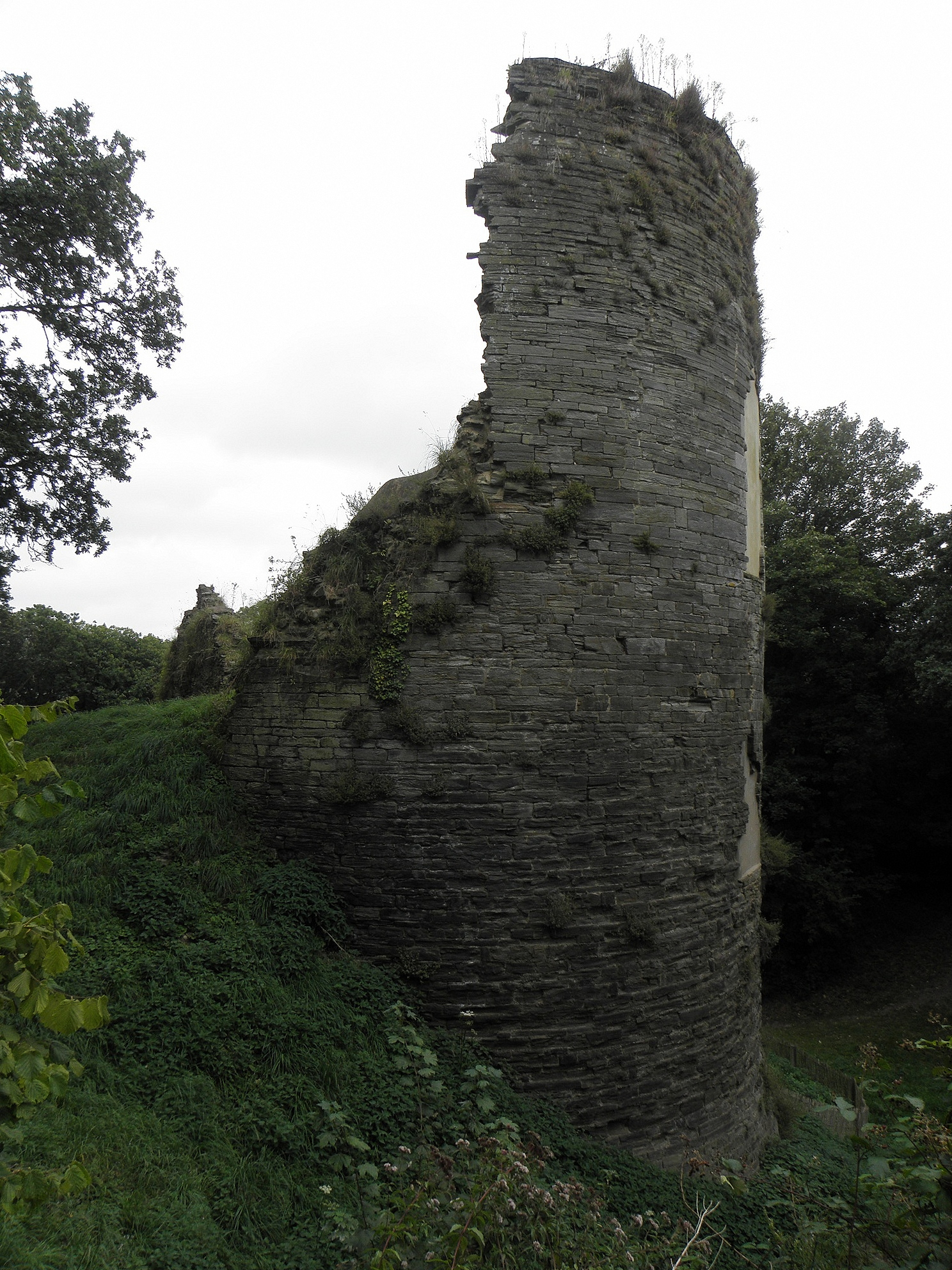
Restes du donjon de Penhoat en Saint-Thégonnec, siège de la Haute Justice de toute la frange orientale du Léonais, situé à deux kilomètres au sud du centre de Penzé.

Il s'agit d'un démembrement effectué en 1276, le dernier vicomte de Léon étant ruiné, de la seigneurie de Penhoat, fief supérieur lui-même constitué sur le territoire de l'antique Ploeiber en 1180, au lendemain de la mort du dernier comte de Léon, par Henri Plantagenêt au nom de son fils, baillistre du Duché. À la Renaissance, en 1476, cette seigneurie passe dans la maison de Rohan, qui possède en propre près de la moitié du Léonais. Les fonctions seigneuriales sont localement déléguées à une multitude de vassaux. Le seigneur de Penzé n'est plus qu'un parmi plusieurs.
Si jusqu'en 1780 le port de Morlaix et son annexe de Roscoff disposent par privilège du monopole du commerce hanséatique du lin à l'origine du développement dans le Haut Léon d'une des premières et principales zone toilière d'Europe, Penzé trouve une place essentielle dans l'industrie des crées, ces toiles à la blancheur inégalée exportées principalement vers l'Espagne et l'Angleterre pour faire du linge et parfois des voilures, en devenant le centre de production de la chaux indispensable aux « kanndi » répartis dans la campagne. La matière première, les coquilles de « briniques », vient de la mer et le combustible des fours à chaux des bois amonts.
En 1639, Alain Gourio, seigneur de Kerdanet et héritier par sa mère de la seigneurie de Lézireur, en Henvic, acquiert la seigneurie de Penzé en même temps que l'île Callot. En ce XVIIe siècle, la châtellenie de Daoudour est subdivisée en deux juridictions, celle de Daoudour-Landivisiau, dite aussi Daoudour-Coëtmeur, et celle de Daoudour-Penzé, qui avait son siège à Penzé. En 1683, celle ci appartient à Louise Le Meneust (16 juillet 1640 - 1er avril 1700), fille de Guy Le Meneust de Bréquigny, président à mortier du Parlement de Bretagne. En 1749, la seigneurie de Penzé appartient à un descendant, Thomas Charles de Morant, maître de camp du régiment des dragons de la Reine Marie Leczinska et fondateur du château de Bagatelle en Saint-Martin-des-Champs. Ce hobereau fait don de son gonfalon à l'église de Taulé.

### Les foires de Penzé et la foire aux mariages
À Penzé se tenaient, probablement depuis la Renaissance, douze foires par an, les plus importantes de la région de Morlaix. Ces marchés aux bestiaux, en particulier aux chevaux, se tenaient le dernier lundi de chaque mois. Le champ de foire était la chaussée de la route elle-même. En 1865, la municipalité de Taulé, devenue commune indépendante en 1790, se trouve bien moins peuplée que Penzé, qui ne jouit pas de ce statut, mais elle échoue dans sa tentative de transférer le champ de foire au centre paroissial.
Penzé était réputé pour sa vannerie. Les vanniers étaient relégués à Pont Eon en Plouénan, à l'embouchure de l'Eon. Ils utilisaient un droit de ramassage dans le bois de Penhoat, qui s'est perpétué jusqu'avant guerre.
Penzé connaissait derechef une grande affluence en octobre, à l'occasion de la Foire Haute de Morlaix, qui a été, depuis vraisemblablement la guerre de Cent Ans jusqu'après guerre, un marché aux chevaux de fréquentation internationale. Il avait une treizième foire le 29 septembre, à la Saint Michel, jour où les baux étaient acquittés, les embauches scellées, les contrats conclus.
La manifestation commençait en fait une semaine plus tôt, le 22 septembre, par « La Foire aux Mariages ». Ce jour, rare occasion dans l'année pour une jeune fille de sortir de sa ferme, est aussi celui où les mariages se décident. Les filles à marier, « pennherez », littéralement têtes d'héritage, revêtent leurs plus beaux habits et s'assoient sur les deux parapets du pont de Penn ar Pont, formant une double haie joyeuse. Vers 1850, « [...] les galons de leurs manches indiquaient le montant de leur dot : chaque galon d'or représentait mille écus et ceux en argent une centaine ». Les candidats franchissent le pont solennellement avec leurs familles, qui ont chacune pris leurs renseignements depuis longtemps. L'impétrant fait sa déclaration publique, puisqu'il ne s'agit que de cela, et sa demande en mariage en laissant tomber son mouchoir devant sa promise. Les conditions se négocient aussitôt entre familles dans le café voisin.

### Les guises de Penzé
Dans Penzé, interface maritime et terrestre, se rencontraient, depuis l'époque de la Restauration jusqu'après guerre, deux guises, la guise chicolodenn de Plouénan et du Minihy de Léon, la guise pouched ou chubilinenn, de Taulé, Henvic, Locquénolé et toute la presqu'île de Carantec. Les sabots de la première sont pointus, ceux de la seconde écourtés « evel fri pimoc'h » (en forme de grouin), ce qui donnait lieu à toutes sortes de rivalités aux jeux des enfants.
Plus en amont, Guiclan et Saint-Thégonnec partageaient avec Ploudiry, Sizun et Pleyber-Christ la guise dite sparlenn ((br) « coiffe fermée par une barrette », dite « en huit »), également appelée tintaman par allusion au tintement de la clochette que les jeunes filles accrochaient à leurs broderies.

### La fin du «marché aux filles» et l'école de la République
À la suite de la guerre de 70 et de la Commune, le « redressement moral » entrepris par l'Église au secours du gouvernement se traduit par une recrudescence du culte marial, et à Penzé par la réfection de la chapelle et sa consécration à Notre Dame. C'est, avec la guerre du Tonkin, un moment du projet colonial qui fera la carrière de très nombreux missionnaires léonards envoyés fonder des églises, des écoles, des hôpitaux. Une mission est organisée à Penzé pour célébrer l'arrivée d'une statue en bois polychrome. de la Vierge. La coutume des mariages de la Saint Michel est dénoncée comme un « marché aux filles », les jeunes filles de Penzé, comme des prostituées, les pères, des proxénètes. Plus grand sera le péché, plus grande sera la repentance, plus grands seront le pardon et le mérite. L'opération mobilise toutes les paroisses alentour, dont l'ex siège de l'Évêché de Léon, Saint-Pol-de-Léon. Une dévotion particulière pour Notre-Dame de Penzé s'institue rapidement.
Simultanément, la IIIe République choisit Penzé, loin des centres paroissiaux, pour ouvrir une école élémentaire aux enfants de Taulé, Plouénan et Guiclan. Le préfet lui donne la mission impérieuse d'éradiquer la langue bretonne. Les enfants contrevenants, sévèrement humiliés, sont poursuivis jusqu'à leur domicile, piégés aux détours des chemins creux par le maître d'école embusqué. Bernard Puill témoigne : « À l'école de Penzé, on nous interdisait de parler breton. Monsieur Mérer (...), qui avait la réputation d'être un excellent instituteur, nous suivait sur une partie du chemin de retour à la maison, en se dissimulant dans les bois. S'il nous surprenait parlant breton, même en dehors de l'école, nous étions punis ».
Au début du XXe siècle, Penzé bénéficie aussi d'un bureau de poste équipé d'un télégraphe.

### Vallée de clandestinité durant la Seconde guerre mondiale.
En juillet 1941, un habitant de Carantec de trente neuf ans, Gabriel de Kergariou, neveu de feue Louise de Kergariou et frère de « Kerga », lui-même prisonnier en Allemagne, entre avec son fils Yves, âgé de seize ans, dans le réseau de renseignements F2, famille-interallié. Quatre fois, leur yacht La Loutre descend clandestinement la Penzé depuis le Pont de la Corde pour transmettre leurs renseignements sur l'Occupant à des navires anglais stationnés au large de Carantec. Une seule fois la jonction aura réussi. Le réseau est dénoncé et Gabriel de Kergariou arrêté le 17 décembre 1941, déporté au printemps 1943 à Mauthausen.
En 1942, le réseau Alliance organise des embarquements pour Londres depuis le port de Carantec. Le 18 juillet 1943, Ernest Sibiril et sa femme, qui hébergent des candidats au départ, sont repérés et doivent s'enfuir avec leur fils Alain à Brest.
Le 5 août 1944, durant les préparatifs de la bataille de Brest, ce sont les quatre cents résistants que commande le cheminot Laurent Léost père, habitant de La Roche Maurice, qui, renforcés par les quatorze hommes du commando parachutiste canadien du lieutenant Hirsch, défendent le viaduc de Guimiliau, cerné par les troupes du général SS Hermann Ramke et la garde mobile. Plus tôt dans la nuit, Laurent Léost fils, seul, chassait les quelques soldats allemands en train de dynamiter le viaduc et sauvait ce point stratégique du réseau ferroviaire.

### Après la guerre
Malgré le développement apporté par tous ces trafics, de pèlerins, de sable, de légumes, de sacs de blé, le bourg n'a jamais obtenu d'être érigé en commune indépendante. Toutefois, le 14 juillet 1947, le diocèse accorde au bourg le statut de paroisse, qui a droit à son propre recteur.
| Liste des recteurs de Penzé | Liste des recteurs de Penzé                                                                    | Liste des recteurs de Penzé |
| --------------------------- | ---------------------------------------------------------------------------------------------- | --------------------------- |
| 1947                        |                                                                                                |                             |
| 1958                        | François Berlivet                                                                              |                             |
| 1963                        | Hervé Quillévéré                                                                               |                             |
| 1975                        | Joseph Lebris                                                                                  |                             |
| 1969                        | Georges Legendre                                                                               |                             |
|                             |                                                                                                |                             |
| 1986                        | Gaby Ollier                                                                                    |                             |
| 1994                        |                                                                                                |                             |
| 1997                        | Henri Roignant                                                                                 |                             |
| 1998                        |                                                                                                |                             |
| 2003                        | François Guéguen, prêtre retraité faisant fonction au nom du recteur de l'ensemble paroissial. |                             |
| 2013                        | Vacance.                                                                                       |                             |
| 2017                        | Fusion avec les paroisses voisines dans la paroisse Saint-Paul Aurélien du Haut-Léon           |                             |

Laissé à l'écart par le chemin de fer, que le viaduc de Penzé fait passer quatre kilomètres en aval du village depuis 1883, le village a perdu son activité portuaire et ses foires. Dans les années soixante-dix, alors que dans la campagne environnante le bocage est détruit et que le remembrement est subventionné, la municipalité de Taulé arase le haut du village et construit côte à côte quatre lotissements : Boris Vian, Paul Eluard, Jacques Prévert et Per Jakez Hélias. La municipalité de Plouénan fait à son tour son lotissement, Le Chemin vert. Durant la sécheresse de l'été 1976, la Penzé est quasiment asséchée, son débit moyen s'abaissant au mois d'août à cinq centimètres par seconde, soit un déficit de quatre vingt treize et demi pour cent comparé à celui de 1972.
En 2015, Penzé compte environ cent-quatre-vingt habitations.

### Sources bibliographiques
- L. Priser, Une Poignée d'ajoncs, Éditions universitaires, Paris, 1984  (ISBN 2-7113-0259-8)

1. ↑  p. 10.
2. 1 2 3 4  p. 33.
3. ↑  p. 11.
4. 1 2  p. 14.
5. ↑  p. 40.
6. 1 2 3 4  p. 34.
7. ↑  p. 12.
8. ↑  p. 17.
9. ↑  p. 69.

1. 1 2 3 4  Rapports et délibérations, Conseil général du Finistère, Quimper, 1865.